# El Masnou Basquetbol
El Masnou Basquetbol és un club esportiu de la vila del Masnou fundat el 1982, fruit de la fusió del el CB Masnou, el CB Ocata i l'Olímpia. Actualment la major part de les seves activitats es desenvolupen al Complex Esportiu Municipal.

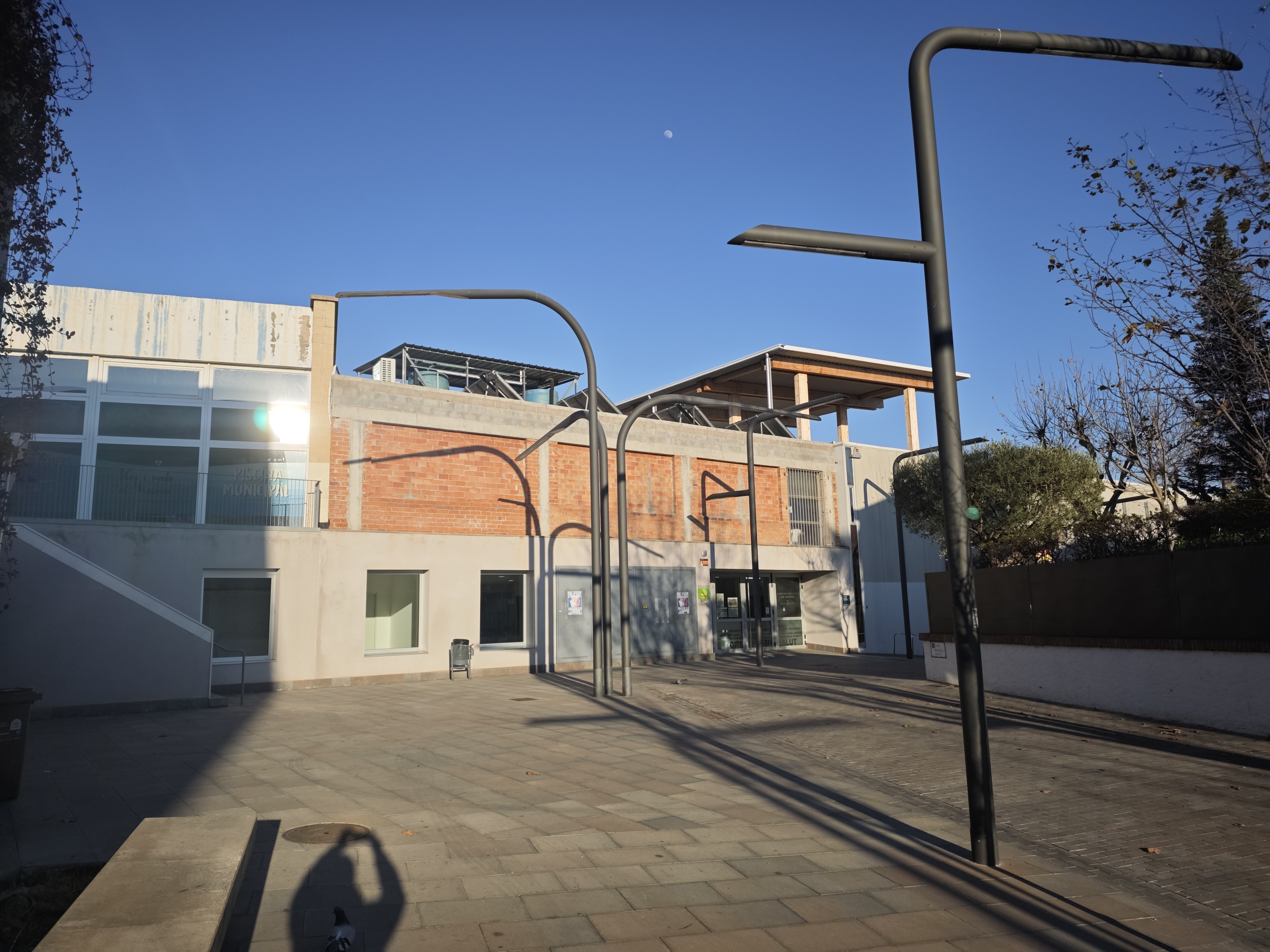
Complex Esportiu Municipal.

La primera referència d'un equip de bàsquet al Masnou data de l'any 1935. Aquest club es va anomenar CD Masnou i Frente de Juventudes Masnou (dècada dels 40), Casino Masnou (anys 50) i CB Masnou (a partir dels anys 60) fins l'aparició del Masnou Basquetbol.

## Palmarès

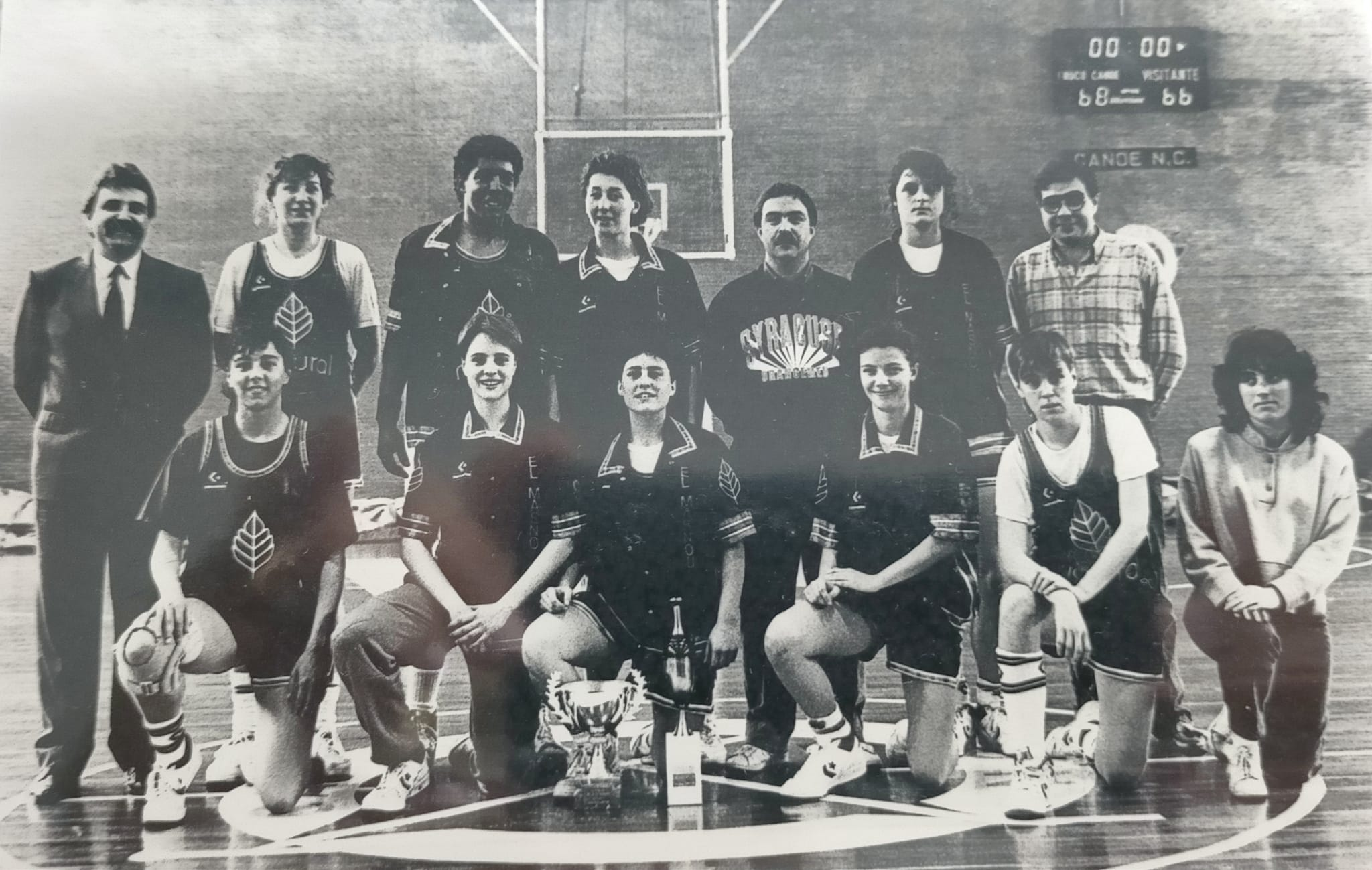
Natural Cusí Masnou, campió de la Copa Associació femenina la temporada 87-88 en vèncer el club Arjeriz Xuncas per 68 a 66 a Madrid.

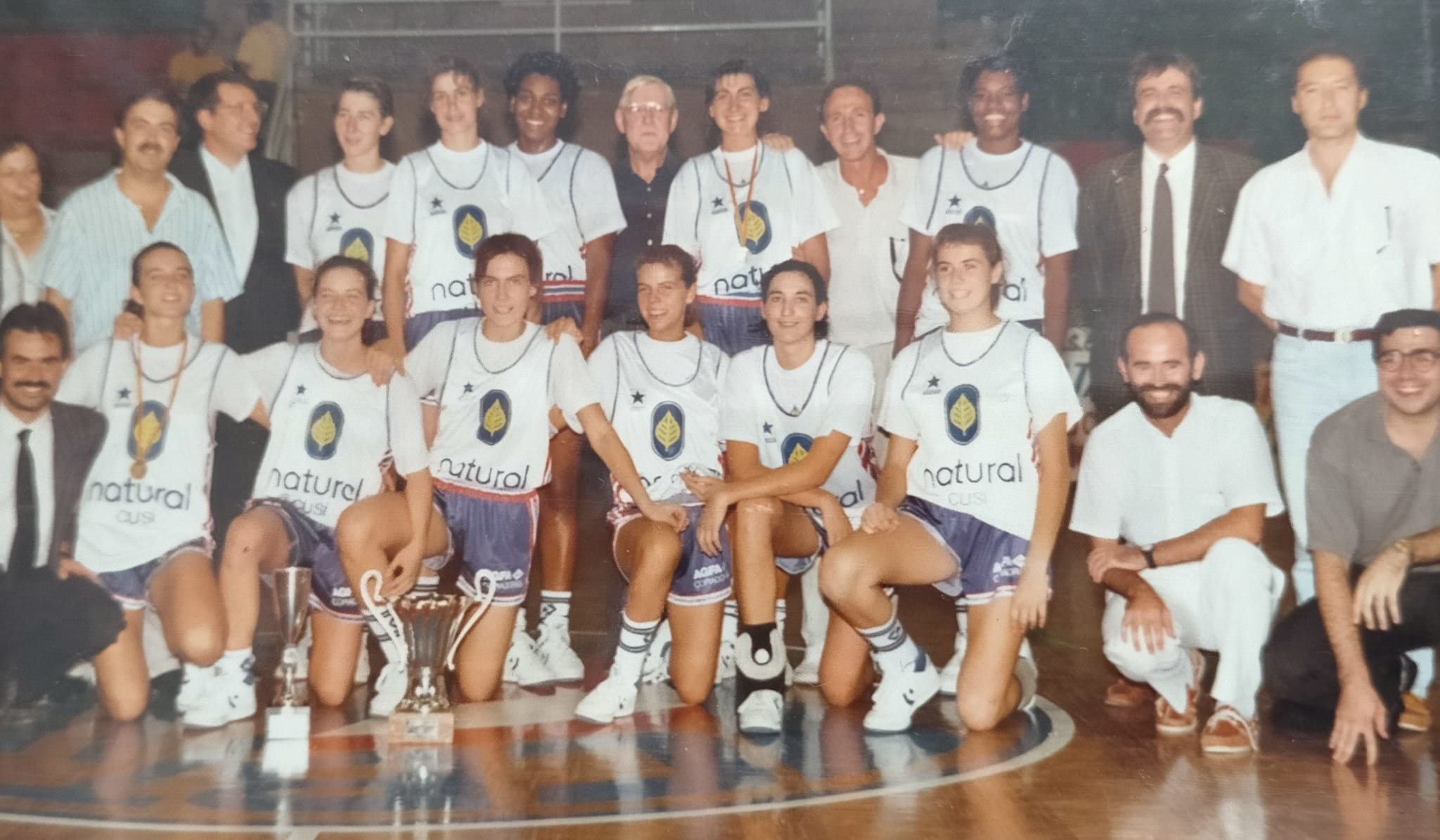
Natural Cusí Masnou, campió de la Lliga Catalana la temporada 88-89.

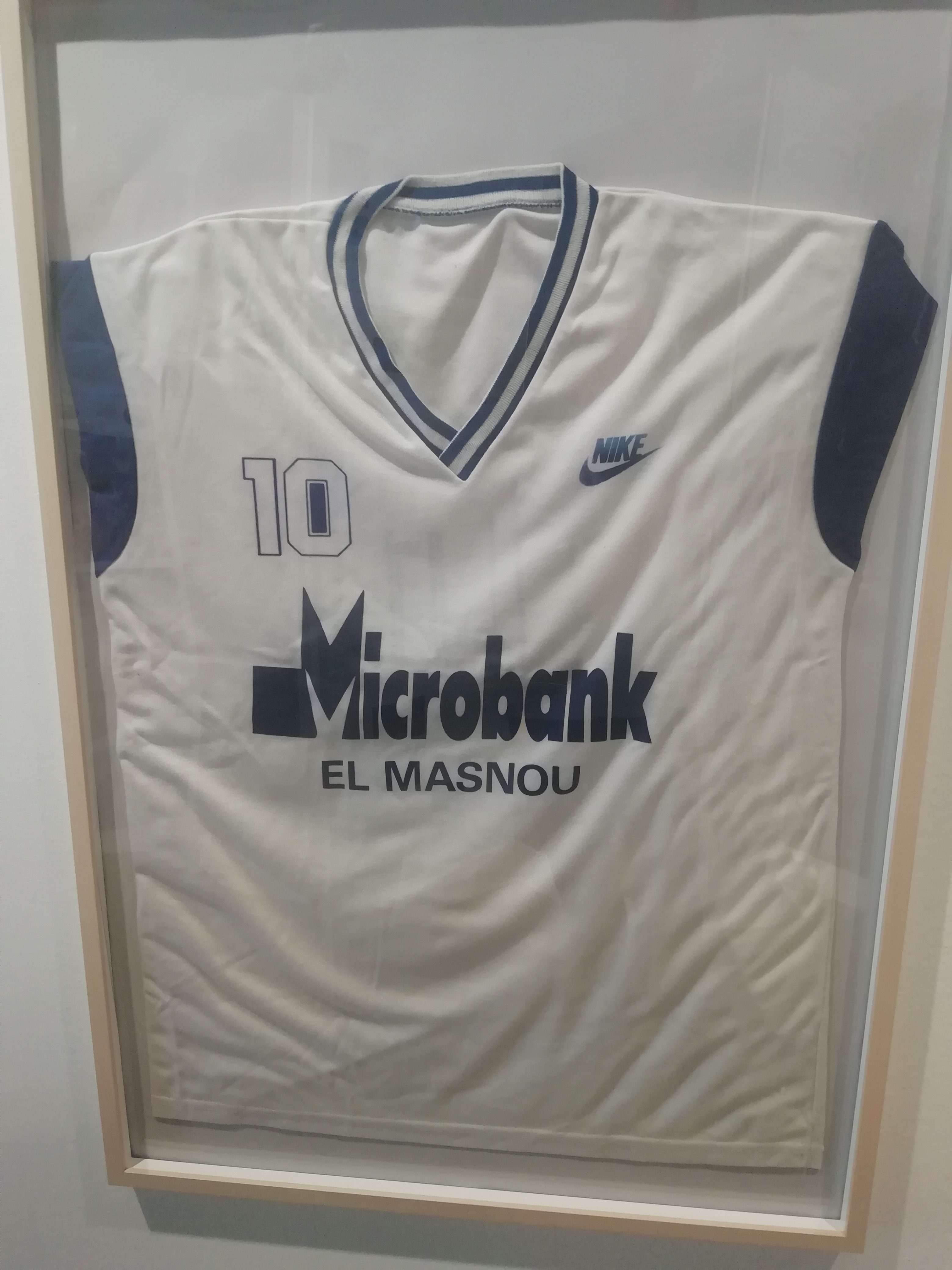
Samarreta de l'equip El Masnou Basquetbol.

- 1 Lliga espanyola de bàsquet femenina: 1989/90
- 1 Copa de la Reina de bàsquet: 1984/85
- 1 Copa Associació femenina: 1987/88
- 3 Lliga catalana de bàsquet femenina: 1984/85, 1988/89, 1989/90
- Campió del Grup 1 Sènior masculí Copa Catalunya: 2015[3]

## Jugadors i entrenadors rellevants
- Ricky Rubio: actual jugador del FC Barcelona. Va començar a les categories inferiors del Masnou Basquetbol per després fitxar pel Club Joventut de Badalona. Va debutar amb 14 anys a la lliga ACB amb el DKV Joventut on hi juga fins a la temporada 2008-2009. Internacional a totes les categories. Medalla de plata als Jocs Olímpics del 2008 i Medalla d'Or a l'Eurobasket del 2009 amb la selecció espanyola absoluta.
- Marc Fernández: actual jugador del CB Menorca. Va començar als equips base del Masnou Basquetbol per després passar al FC Barcelona.Internacional a les categories inferiors.
- Marc Rubio: actual jugador del CB Alcazar de la LEB plata. Va començar al Masnou Basquetbol per després fitxar pels equips inferiors del CB Joventut. Va debutar amb el primer equip de la Penya als 16 anys. Ha jugat també al CB Prat-Joventut fins a la temporada 2008-2009.Internacional a les categories inferiors.
- Josep Maria Margall: ex jugador del Joventut de Badalona, va ser entrenador i coordinador esportiu del Masnou Basquetbol els anys 90.
- Joan Ramon Fernández: ex jugador del Joventut de Badalona, FC Barcelona, Granollers. Va ser coordinador del Masnou Basquetbol a la dècada dels 90.
- Carme Lluveras: ex entrenadora del Natural Cusí El Masnou els anys 80.
- Jordi Martí Serra: ex entrenador del Natural Cusí El Masnou les temporades 87-88 i 88-89.
- Maria Planas: ex entrenadora Microbank el Masnou temporada 89-90.
- Pep Clarós: actual segon entrenador del CB Joventut. Va ser coordinador esportiu i entrenador del Masnou Basquetbol a primers dels 90.
- Ester Daurella i Garriga (1973-2025) va ser una de les guanyadores de la copa el 1985, la més jove de l'equip.